# W.F.K. Christie
Wilhelm Frimann Koren Christie (født 7. december 1778 i Kristiansund, død 10. oktober 1849 i Bergen) var en norsk embedsmand og politiker.
Christie blev 1794 student ved Københavns Universitet og tog 1799 og 1802 juridisk embedseksamen. 1801 blev han underkancellist i det danske kancelli, 1804 sekretær i karantænedirektionen og fik 1805 titel af kancellisekretær. Uagtet der åbnede sig de mest glimrende udsigter for ham i kancelliet, besluttede han sig dog meget snart til at vende tilbage til fædrelandet. Traditionen inden for familien vil vide, at ubesvaret kærlighed vakte hans længsel efter hjemmet. 1808 blev han sorenskriver i Nordhordland ved Bergen. 1814 valgtes han fra Bergens by til første Repræsentant ved Rigsforsamlingen på Eidsvold. Her fungerede han som sekretær, men spillede i øvrigt ingen særlig fremtrædende rolle. Efter Rigsforsamlingens opløsning blev han sammen med statsråd Aall og købmand Rosenkilde sendt til England for at tale Norges selvstændigheds sag; deputationen blev imidlertid ikke modtagen, men hjemsendtes med uforrettet sag.
Til det første overordentlige Storting valgtes Christie til repræsentant med det udtrykkelige mandat at stemme mod foreningen med Sverige. Ifølge dette stemte han da også 20. oktober selv femte mod foreningens indgåelse. Men for øvrigt blev det dog ham, der førte de herhenhørende forhandlinger, idet han fra 11. oktober var Stortingets præsident. Denne stilling udfyldte han på en glimrende måde. Efter at han 14. oktober var valgt til medlem af den komité, som skulle modtage oplysninger fra de svenske kommissarier og meddele dem til Stortinget, tog han 26. sæde i komiteen, og her gik ledelsen af forhandlingerne med de svenske kommissarier straks over til ham. Med Fasthed og Bestemthed ledede han disse Forhandlinger, i hvilke han vidste at skaffe Eidsvoldsmændenes værk agtelse, så at der i konstitutionen af 17. maj kun foretogs de ændringer, som foreningen med Sverige absolut krævede.
Stortinget bevidnede ham da også sin anerkendelse ved at skænke ham en guldpokal, votere ham en takadresse og stille ham i spidsen for den deputation, der på Stortingets vegne skulle overbringe Karl XIII et eksemplar af den norske grundlov og en adresse. Ved hans hjemkomst til Bergen stiftede denne bys borgere et legat, der skulle bære hans navn. En kaldelse til at indtræde i kongens råd afslog han; derimod blev han 1815 udnævnt til stiftamtmand i Bergens Stift og amtmand i Søndre Bergenhus Amt. Samme år valgtes han også til repræsentant ved det 1. ordentlige Storting, ved hvilket han jævnlig fungerede som Stortingets og til dels som Odelstingets præsident. Herigennem faldt det i hans lod at grundlægge Stortingets forretningsorden og fastslå udviklingen af den konstitutionelle praksis i Norge.
Den indflydelse, som Christie øvede på dette Storting, var på grund af hans nære forhold både til regeringen og til bønderne meget betydelig og større, end nogen anden statsmand senere har været i besiddelse af. Men han undgik dog ikke miskendelse, navnlig fra embedsmandsoppositionens side, der dels var vendt mod regeringen, dels mod det ved grundloven grundlagte bondevælde; denne så i Christies forhold til regering og bondestand nærmest et forræderi mod den stands interesser, Christie selv tilhørte, og mistænkte ham derhos for at fremme de svenske amalgamationsplaner. I 1817 var Christie medlem af lovkommissionen og mødte 1818 atter som Stortingsrepræsentant for Bergens by. Hans indflydelse var på dette ting ikke mindre end 1815; han fungerede jævnlig som Stortingets og som Lagtingets præsident og var medlem af ikke mindre end 19 forskellige komiteer.
Men samtidig med al denne anerkendelse blev også en vidtstrakt miskendelse ham til Del. Det overanstrengende arbejde, som
læssedes på Christies skuldre, knækkede ham. Valg til Stortinget ville han ikke mere modtage, og da han efter et ophold i Karlsbad ikke følte nogen bedring, søgte han afsked, der under 24. januar 1825 blev ham tilstået med hans fulde gage i pension. Lidt efter lidt bedredes hans helbred, Karl Johan tilbød ham da statsministerstillingen i Stockholm og justitiariusembedet i Høyesterett. Ingen af disse ville han dog modtage; derimod søgte og fik han 1828 posten som toldinspektør i Bergen. Om efteråret 1835 blev Christie, som den gang var fraværende fra byen, atter valgt til Stortingsrepræsentant for Bergen; men ved hjemkomsten frasagde han sig valget under påberåbelse af sin vaklende helbredstilstand.
Christie fik 1825 medaljen for borgerdåd og 1847 ved Sankt Olavsordenens oprettelse dennes Storkors. Næsten lige så betydningsfuld som hans politiske virksomhed og et vidnesbyrd om hans levende nationale sans er Christies omfattende virksomhed for Bergens Museum, som han 1825 stiftede, og hvis samlinger han til sin sidste levetid arbejdede for at udvide. Flere afhandlinger af ham om arkæologiske genstande er trykte i Urda, der udgavs i Bergen, og han var en flittig samler af folketraditioner, dialektord m. v. Disse arbejder er vel nu for største delen forældede, men er dog af stor interesse som nogle af de første bidrag til studiet af norsk forhistorie og folkelig kultur. Hans dagbog fra Eidsvoki er trykt i Norske Samlinger, II. En statue af ham afsløredes 1868 på Bergens torv, også i hans fødeby er der rejst et mindesmærke over ham.